# アンドレアス・フェルダー
アンドレアス・フェルダー（Andreas Felder、1962年3月6日 - ）は、オーストリア、チロル州ホール出身の元スキージャンプ選手。1980年代から1990年代前半にイェンス・バイスフロク（ドイツ）、マッチ・ニッカネン（フィンランド）とともにジャンプ界を席捲した。

## プロフィール
スキージャンプ・ワールドカップでは総合で通算6回トップスリー入りし、1990/91シーズンには総合優勝している。
国際選手権大会で初めてメダルを獲得したのは1982年ノルディックスキー世界選手権（オスロ）の90m級団体銀メダルである。
フェルダーは1984/85シーズンに大きくブレイクした。
1984年12月8日、カナダ・サンダーベイ大会でワールドカップ初優勝を果たすとそこから4連勝、このシーズン合計6勝を挙げてニッカネンに次ぐ総合2位となった。
また、地元オーストリア・ゼーフェルトでの世界選手権で70m級個人、90m級団体2つの銀メダルを獲得した。
翌1985/86シーズンはスキーフライング世界選手権（オーストリア・バードミッテルンドルフ）で優勝、ワールドカップ総合3位となった。
1986/87シーズンの世界選手権（ドイツ・オーベルストドルフ）で90m級個人金メダル、70m級個人銅メダルを獲得した。
1987/88シーズンと1988/89シーズンはやや振るわずワールドカップでも優勝は出来なかった。
完全復調した1990/91シーズンには7勝をあげてワールドカップ総合優勝。クラシックスタイルの最後の総合優勝者となった。ヴァル・ディ・フィエンメ（イタリア）での世界選手権でラージヒル団体金メダルを獲得。
1992年アルベールビルオリンピックラージヒル団体戦で自身唯一のオリンピックメダルである銀メダルを獲得した。
フェルダーはその現役生活を1992年3月29日プラニツァ（スロベニア）でのフライングに優勝（ワールドカップで通算25勝目、当時オーストリア選手としては最多であった）して終了した。
また、1987年ホルメンコーレンスキー大会で優勝している。
フェルダーは商業学校を卒業後国立のスキージャンプ指導者養成学校に入学した。1980年から1992年までスキージャンプナショナルチーム所属。
現役引退後1992年から1995年までオーストリアスキー連盟（ÖSV）のジャンプナショナルBチームコーチ、1995年から1997年まで同チーフコーチを務めた。1997年から2000年まではドイツの複合ナショナルチームチーフコーチを務めた。2000年からはÖSVノルディック複合チームのトレーニンググループ I コーチである。